# Simone di Gerusalemme
Simone (fl. XII secolo) è stato conestabile di Gerusalemme, visse tra l'XI e il XII.
Si tratta di un personaggio storico delle Crociate, probabilmente figlio di Enrico della Bassa Lorena (ca.1060-ca.1120).